# Gyroscala
Gyroscala (nomeados, em inglês, wentletraps -pl.; nome derivado do alemão wendeltreppe, cujo significado, traduzido para o português, é "escada em espiral", devido à forma de suas conchas, e assim também denominadas staircase shells ou ladder shells -pl.; em português - PRT -, escalárias -pl.; em castelhano, escalas ou escalarias -pl.; inicialmente nomeado como um subgênero de Epitonium Röding, 1798) é um gênero de moluscos gastrópodes, marinhos e carnívoros de cnidários, pertencente à família Epitoniidae. Foi classificado por Marie Eugène Aubourg de Boury, em 1887; com sua espécie-tipo, Gyroscala commutata, descrita no ano de 1877, por Monterosato, e denominada Epitonium lamellosum durante o século XX.

## Descrição da concha
Conchas em forma de torre, com espiral geralmente alta e coloração de branca a castanha em graus variados. Com abertura de circular a oval, sem canal sifonal e com o relevo de sua concha geralmente bem esculpido de lamelas ou costelas de crescimento, espaçadas, não sendo esta uma característica única deste gênero. Opérculo córneo e circular, com finas e poucas voltas espirais e com núcleo quase central.

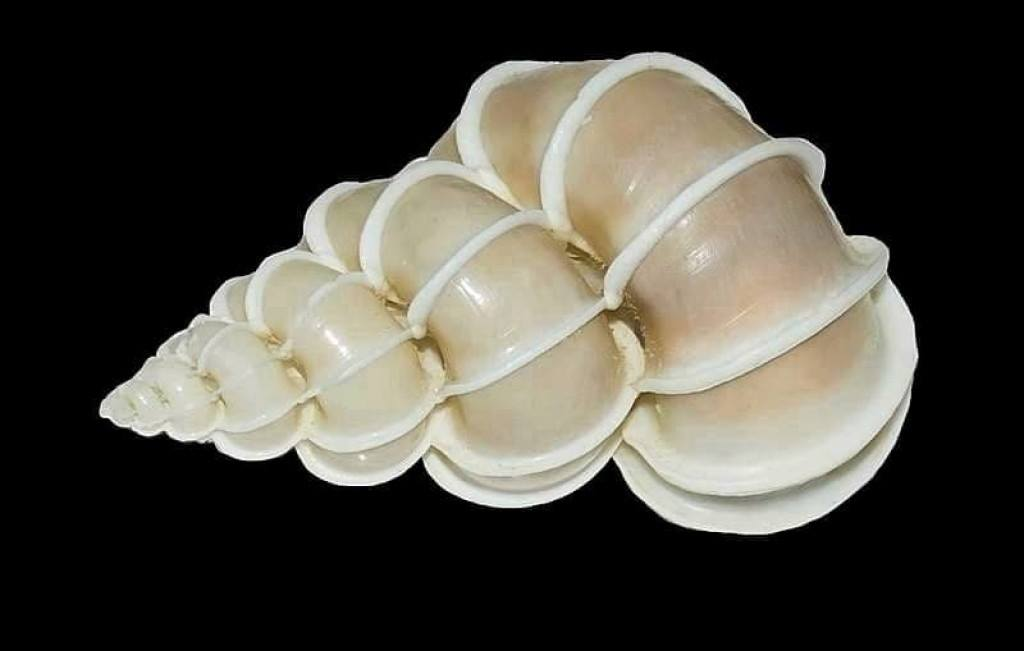
A concha de Epitonium scalare (Linnaeus, 1758); a espécie-tipo do gênero Epitonium Röding, 1798[11], do qual Gyroscala fora um subgênero.

## Espécies deGyroscala
- Gyroscala commutata (Monterosato, 1877)
- Gyroscala coronata (Lamarck, 1816)
- Gyroscala mikeleei Garcia, 2003
- Gyroscala purpurata (Dall, 1917)
- Gyroscala roberti (Dall, 1917)
- Gyroscala rupicola (Kurtz, 1860)
- Gyroscala statuminata (G. B. Sowerby II, 1844)
- Gyroscala watanabei Nakayama, 2000
- Gyroscala xenicima (Melvill & Standen, 1903)[1]